# Kleiputten van Heist
De Kleiputten van Heist is een natuurgebied in de tot de Belgische gemeente Knokke-Heist behorende plaats Heist. Samen met de Baai van Heist, Vuurtorenweiden en Sashul behoort het tot het door het Agentschap voor Natuur en Bos beheerde groene gordel Heist-West.
Het gebied, dat zich bevindt in laaggelegen polderland, kreeg zijn uiteindelijke vorm door de winning van klei voor de baksteenindustrie in de jaren 1950-1970. Het is 22 ha groot en bestaat uit weilanden met moerassen en rietlanden. Er leven watervogels, amfibieën en vleermuizen.
Door het gebied loopt de Isabellavaart.